# Berezanj

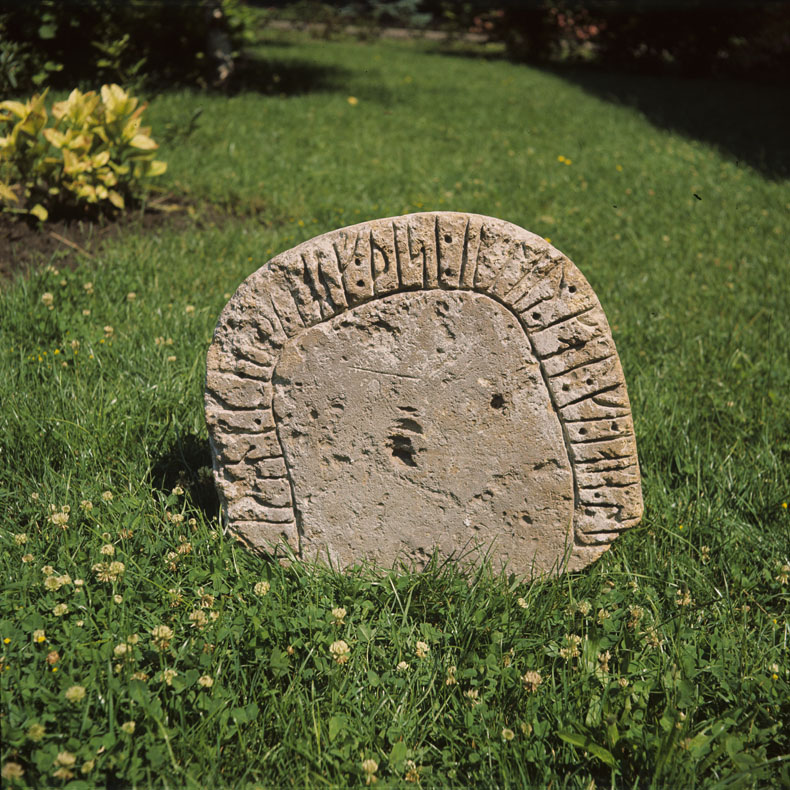
Runstenen på Berezanj

Berezanj (Березань)  är en ö utanför Dneprs mynning i Svarta havet. Bysantinerna kallade den St Aitherios (grekiska) eller S:t Etherius (latin). Ön är 900 meter lång och 320 meter bred. 
Idag finns på fastlandet innanför ön en stad med samma namn.
Ön är känd för den enda i Ukraina upptäckta runstenen, Berezanjstenen.

## Historia

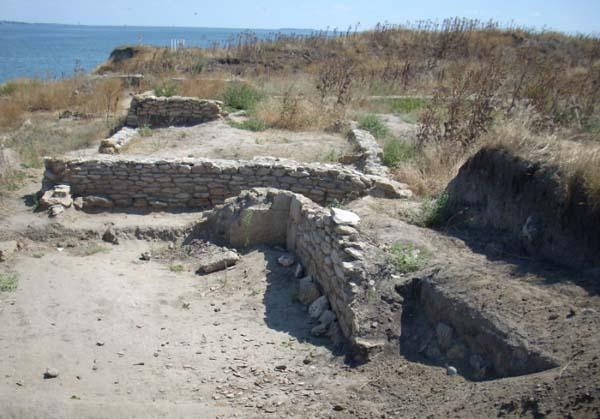
Arkeologiska utgrävningar på ön.

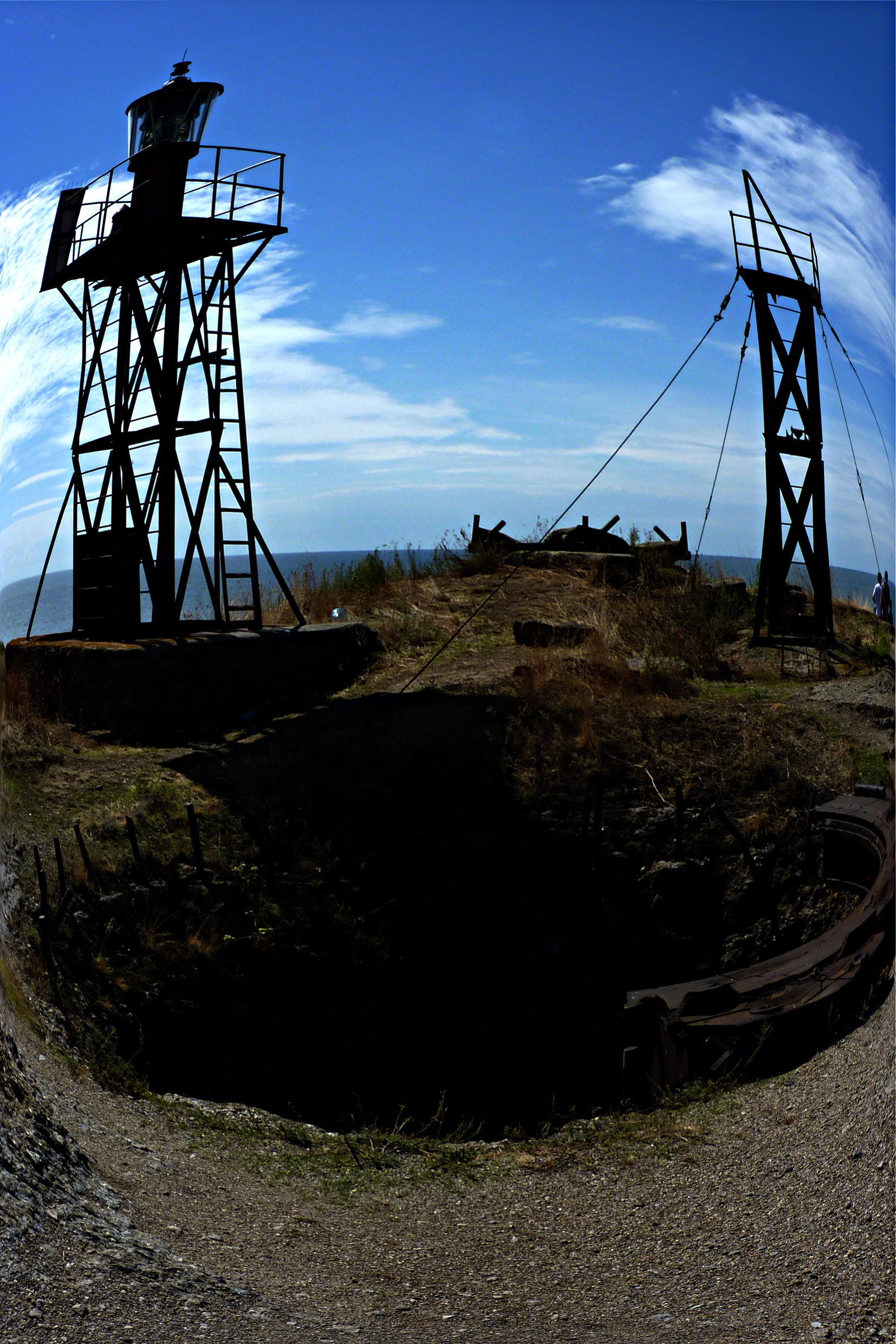
Olika övergivna fyrar.

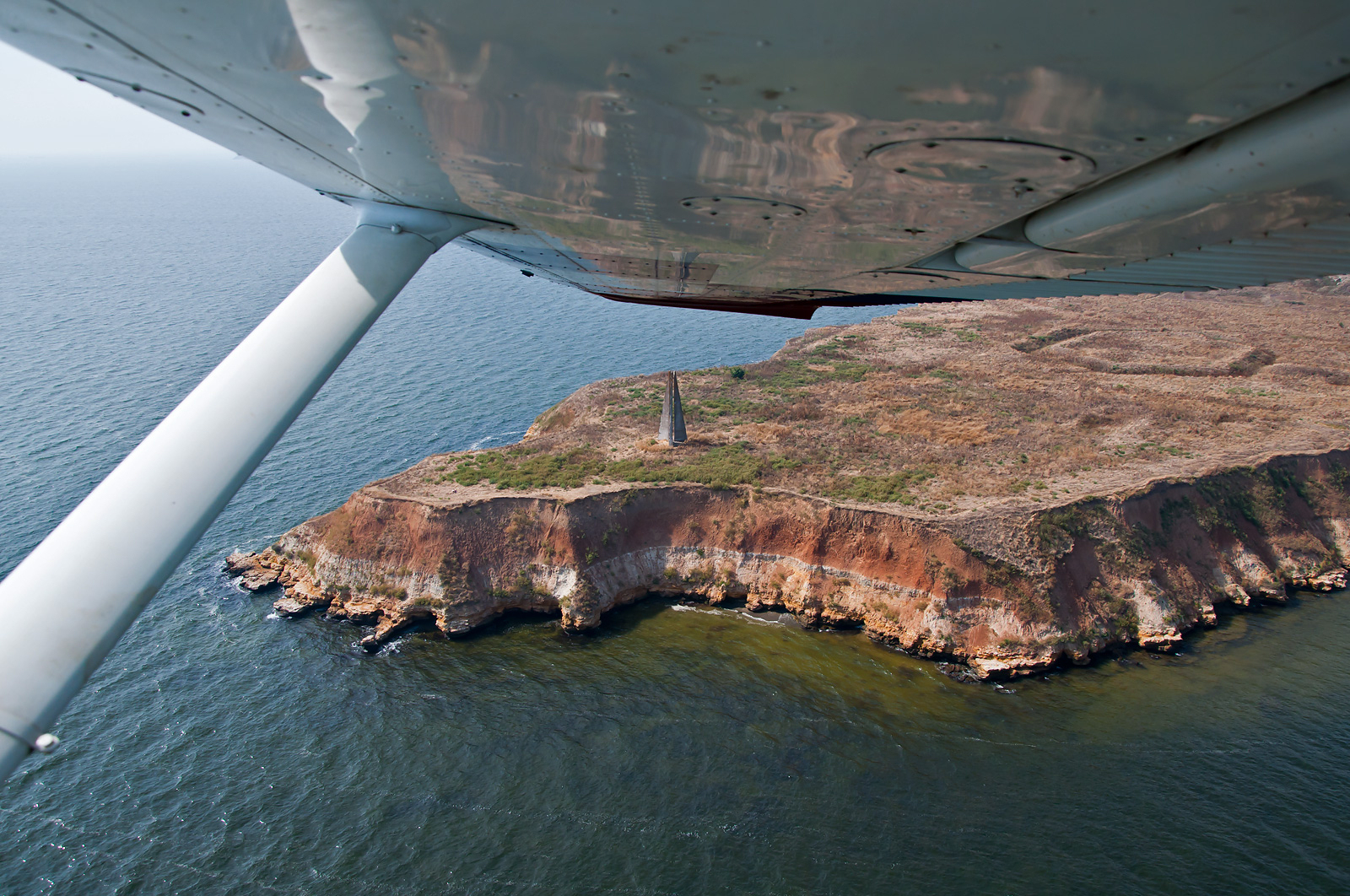
Berezanj sett från luften.

På Berezanj fanns en av de tidigaste grekiska kolonierna i den norra Svarta havsregionen. Ön blev först bebyggd i mitten av 600-talet f.Kr. och vid ungefär slutet av 400-talet f.Kr. hade ön i princip blivit helt övergiven när Olbia blev den ledande kolonin. Under 400-talet f.Kr. besökte Herodotus ön för att få information om den norra delen av den närliggande floden Berezanj. Kolonin blomstrade på grund av vetehandel med skytiska inlandet.
Under medeltiden hade ön stor betydelse för militärer eftersom den behärskade Dneprs mynning. Under perioden då Kievrus var ett eget rike var Berezanj en viktig handelsstation under vägen från varjagerna till grekerna, och det var där varjagerna först fick kontakt med grekerna.
Den enda runskriften i södra Ukraina, Berezanjstenen, hittades på ön 1905 och utställd på historiska museet i Odessa. Runskriften har troligtvis varit en del av en gravsten över graven för en varjagisk köpman från Gotland. Texten på runstenen lyder: "Grani gjorde detta valv till minne av Karl, hans partner.".
Kontrollen över mynningen (känd inom östslaviska källor som Beloberezhye eller White Shores) var omtvistad mellan Kievrus och Byzantion under de många rus-bysantinska krigen. Till slut fastställdes det att ruserna skulle få använda ön på sommaren utan att upprätta vinterläger i flodmynningen eller förtrycka Chersonesos medborgare som fiskade utanför kusten. Vid slutet av Svjatoslav I av Kievs krig mot byzantinerna tilläts rusernas kung Svjatoslav I att evakuera sina styrkor från Dorostolon till Beloberezhye där hans trupper tillbringade svältvintern år 971/972.
Zaporogerna återanvände Berezanj som ett fort under sina kampanjer mot Krimtatarerna och det osmanska riket på 1500- och 1600-talet. Efter att ha förlorat det närliggande Otjakiv mot ryssarna införlivades ön med resten av nya Ryssland i kejsardömet Ryssland.
Platsen för den grekiska kolonin och dess nekropol har grävts ut med jämna mellanrum sedan 1800-talet och även om platsen har drabbats av erosion, och gravar har plundrats, har utgrävningarna gett rika fynd (arkaisk keramik, runskrifter mm.).
Under mars 1906 avrättades Pyotr Schmidt på ön.